# 21924 Аліссаовайтт
21924 Аліссаовайтт (1999 VN53, 1997 EB33, 21924 Alyssaovaitt) — астероїд головного поясу, відкритий 4 листопада 1999 року.
Тіссеранів параметр щодо Юпітера — 3,435.